# 平小城村
平小城村（ひらおぎむら）は、熊本県の北部、鹿本郡にかつてあった村。平小城は地区名（平山・小群・城）を合わせた名前である。

## 歴史
- 1889年（明治22年）4月1日 - 町村制施行に伴い、山鹿郡城村、小群村、平山村が合併し、平小城村が発足。
- 1896年（明治29年）4月1日- 山鹿郡と山本郡が合併して鹿本郡となる。
- 1954年（昭和29年）4月1日 - 鹿本郡山鹿町、大道村、三玉村、八幡村、三岳村、川辺村、米田村と合併して山鹿市となり消滅。